# Планиница (Бургасская область)
Планиница (болг. Планиница) — село в Болгарии. Находится в Бургасской области, входит в общину Руен. Население составляет 1405 человек (2022).

## Политическая ситуация
В местном кметстве Планиница, в состав которого входит Планиница, должность кмета (старосты) исполняет Осман Юмеров Хюсеинов (Движение за права и свободы (ДПС)) по результатам выборов правления кметства.
Кмет (мэр) общины Руен — Дурхан Мехмед Мустафа (Движение за права и свободы (ДПС)) по результатам выборов в правление общины.